# 李宏 (清朝)
李宏（1708年—1771年），字济夫、湛亭、用兹，号法亭，汉军正蓝旗人，清朝官员。官至江南河道总督。善画。

## 生平
乾隆时监生，捐赀任州同，历任河务同知、江南河库道、淮徐道，乾隆二十九年（1764）擢河东河道总督，乾隆三十年任江南河道总督，他在运河水道、诸湖，多有措置，请朝廷募夫挑浚沙、赵、漳、卫、汶、泗诸河；推行黄河各支河入口处设立水尺制度，掌报汛情；最终疏浚淮扬、徐海、凤、颍等河道百数十处。三十一年至三十二年，以江南河道总督兼理淮安关监督。乾隆三十六年卒于任上，赐祭葬。《钦定八旗通志：大臣传七十三汉军正蓝旗二》卷207、《清史稿：列傳一百十二》卷325有传。
乾隆三十六年（1771年）辛卯，乾隆帝赐诗《两江总督大学士高晋总河李宏等奏报黄河水势渐消各工平稳诗以志事》。
乾隆三十一年至三十三年，创建淮安崇实书院（载钱大昕《潜研堂文集》卷20）。今江苏省淮安市的明清官署园林清晏园中的“湛亭”即是李宏所建并命名。著有《戢思堂集》、《戢思堂詩鈔》（子李奉翰辑，镶黄旗满洲、两江总督高晋作序，清乾隆五十七年（1792）刻本，载《钦定八旗通志：艺文志》卷120）。与姻戚、内务府镶黄旗汉军文肅公英廉相唱和（载杨钟羲《雪橋詩話》卷7）。工画墨竹，英廉有评其竹画诗，“一枝一叶具真气，尺幅势敌千亩强”（载《绘境轩读画记》、李放《八旗画录》）。
李宏、子李奉翰、孙李亨特为祖孙三代河道总督。

## 家庭
- 曾祖李遇芳。
- 祖父李成龍（字時庵，？-1733），康熙五十五年（1716年）至雍正三年（1725年）任安徽巡撫，雍正三年（1725）任湖廣总督[3]，四年改任正白旗汉军都統。祖母高氏，其胞兄鑲黄旗漢軍文恪公高其位、刑部侍郎高其佩，父高天爵（官至两淮盐运使，三藩之乱中不屈被杀），祖父鑲白旗漢軍協領高尚義。
- 父李世偀。母王氏。
  - 胞兄李世倬（又李士倬，字漢章、天章，号谷斋，1687-1770），甘肅按察使、左副都御史，画家（师从母舅高其佩），與輔國公永璥时有诗画交往。去世后，永璥作挽诗《李副宪谷斋逝于庚寅正月二十二日方得讣音以诗挽之》（载永璥《益齋詩稿》）。
- 子李奉翰，江南河道总督、两江总督，授世袭骑都尉。孙儿(李)亨特，江苏按察使、河东河道总督。
- 子巴哈布，湖南巡撫。妻佟佳氏（父内务府镶黄旗满洲、浙江巡撫伊齡阿）。
- 子李奉瑞，河間府河捕同知。其女李扶雲 (字松岑)，著有《松岑室稿》，嫁内务府镶黄旗汉军、嘉慶己未科進士馮氏象會（曾祖文渊阁大学士文肅公英廉）。
- 女李氏，嫁镶黄旗汉军郝敏安（祖父吏部尚书兼两江总督郝玉麟；胞侄女郝氏系正蓝旗汉军、道光庚戌（1850）进士吉惠 (道光进士)的继母，光緒二年丙子（1876）恩科進士胡俊章之继祖母；吉惠 (道光进士)的高祖母高佳氏系镶黄旗满洲、两江总督文端公高晋之胞姊）。